# Proleženina

Proleženina (lat. dekubitus) je ohraničená oblast poškozené kůže popř. podkožní tkáně. Vzniká v důsledku déletrvajícího působení tlaku zejména na kostní výčnělky, na kterých spočívá největší váha nemocného (např. křížová kost, patní kosti, lopatky, lokty atp.).
Ke vzniku proleženiny může docházet také vlivem třecích sil (např. příliš intenzivní mytí či sušení či frotování pokožky nemocného) nebo střižných sil (např. nešetrné posouvání, smýkání nemocného po podložce) působících na pokožku nemocného.
Tlak těla proti tvrdé podložce v oblasti kostních výčnělků, tření, ale i střižné síly vedou ke stlačení drobných cévek v kůži a především v tkáních uložených pod kůží. Buňky tkáně v této oblasti jsou pak nedostatečně zásobovány krví, tedy i kyslíkem a živinami a postupně odumírají. Na zániku buněk se velkou měrou podílí také jejich mechanické poškození zapříčiněné právě déletrvajícím působením tlaku.
Proleženiny vznikají obvykle velmi rychle, v některých případech dokonce během několika hodin. Některé statistiky uvádějí, že dvě třetiny všech proleženin, vzniklých u nemocných upoutaných na lůžko, se objevují v prvních 14 dnech imobility (nepohyblivosti) nemocného. Proleženina má 4 stádia. V 1. stádiu se projevuje zčervenáním kůže a otoky, v 2. stádiu se projevuje puchýři, v 3. stádiu se tvoří hluboký vřed a ve 4. stádiu se projevuje nekrózou.
Existují řady případů osob, které v důsledku neadekvátní péče způsobující proleženiny zemřely.
Faktory ovlivňující vznik proleženin: Přímý tlak, tření, střižná síla, nepohyblivost, věk, poruchy imunity, výživa, tělesná hmotnost cévní faktory, inkontinence